# Élection présidentielle portugaise de 2001
L’élection présidentielle portugaise de 2001 (en portugais : Eleições presidenciais portuguesas de 2001) s'est tenue le 14 janvier 2001, afin d'élire le président de la République pour un mandat de cinq ans.
Le scrutin, marqué par une nette baisse de la participation, voit le président de la République et candidat socialiste Jorge Sampaio largement réélu.

## Contexte
Élu en janvier 1996 contre l'ancien Premier ministre libéral Aníbal Cavaco Silva, le président Sampaio a bénéficié pendant tout son mandat de la domination des socialistes sur l'ensemble des pouvoirs politiques.
Le gouvernement minoritaire d'António Guterres a ainsi tenu toute la législature, une première depuis la révolution des Œillets. Pour les élections européennes du 13 juin 1999, le Parti socialiste (PS) place en tête de liste l'ancien président de la République Mário Soares, qui triomphe avec plus de 43 % des voix, ce qui constitue un record à l'époque.
Le chef de l'exécutif est par ailleurs le premier socialiste à enchaîner deux mandats, ayant remporté les élections législatives du 10 octobre 1999. Quant aux élections locales qui se sont tenues en décembre 1997, elles ont confirmé la place du PS, qui a conservé Lisbonne et Porto.
Face aux socialistes, le Parti social-démocrate (PPD/PSD) peine à sortir de sa traversée du désert avec trois présidents en quatre ans. Bras droit et dauphin de Cavaco, Fernando Nogueira a jeté l'éponge après la défaite lors de la présidentielle de 1996 ; son successeur Marcelo Rebelo de Sousa a été contraint à la démission quelques mois avant les législatives de 1999 et a cédé sa place à José Manuel Durão Barroso, un ancien ministre des Affaires étrangères classé parmi les libéraux qui n'a pas empêché le parti de réaliser son plus mauvais score depuis 1985.
Si la première partie du mandat présidentiel a été marquée par une amélioration de la situation économique et un recul de la pauvreté, la situation se dégrade à partir de 2000, notamment du fait de l'éclatement de la bulle Internet qui met en difficulté l'économie mondiale. Le président peut en revanche compter sur son bilan international, ayant présidé à la rétrocession de Macao à la République populaire de Chine et bien œuvré lors de la crise du Timor oriental, et s'est engagé sur plusieurs questions de société.

## Mode de scrutin
Le président de la République (en portugais : Presidente da República Portuguesa) est élu au suffrage universel direct pour un mandat de cinq ans, renouvelable une fois consécutivement. Tout candidat doit justifier auprès du Tribunal constitutionnel d'au moins 7 500 et d'au plus 15 000 parrainages d'électeurs inscrits sur les listes électorales.
L'élection se déroule selon les modalités du scrutin uninominal majoritaire à deux tours. Si un candidat remporte au premier tour la majorité absolue des suffrages exprimés, il est proclamé élu. Si ce n'est pas le cas, les deux candidats ayant remporté, après désistements éventuels, le plus grand nombre de suffrages sont autorisés à se présenter à un second tour, au plus tard le vingt-et-unième jour suivant. Celui qui remporte le plus grand nombre de voix est alors élu. Ce cas de figure ne s'est présenté qu'une seule fois, lors de l'élection présidentielle de 1986.

## Campagne

### Candidats
Les candidats sont présentés dans l'ordre déterminé par tirage au sort.
| Candidat | Candidat                           | Parti                                                       | Remarque                                                                                         |
| -------- | ---------------------------------- | ----------------------------------------------------------- | ------------------------------------------------------------------------------------------------ |
|          | António Pestana Garcia Pereira     | Partido Comunista dos Trabalhadores Portugueses (PCTP/MRPP) | Universitaire                                                                                    |
|          | Joaquim Martins Ferreira do Amaral | Partido Social Democrata (PPD/PSD) Partido Popular (CDS-PP) | Ancien ministre du Commerce Ancien ministre des Travaux publics Conseiller municipal de Lisbonne |
|          | Fernando José Mendes Rosas         | Bloco de Esquerda (BE)                                      | Député du district de Setúbal                                                                    |
|          | António Simões Abreu               | Partido Comunista Português (PCP)                           | Adjoint au maire à l'Éducation de Lisbonne                                                       |
|          | Jorge Fernando Branco de Sampaio   | Partido Socialista (PS)                                     | Président de la République                                                                       |

## Résultats

### Voix
| Inscrits                 | Inscrits                   | Inscrits                                    | 8 950 905 |             |  |  |
| Abstentions              | Abstentions                | Abstentions                                 | 4 501 105 | 50,29 %     |  |  |
| Votants                  | Votants                    | Votants                                     | 4 449 800 | 49,71 %     |  |  |
|                          |                            |                                             |           |             |  |  |
| Bulletins enregistrés    | Bulletins enregistrés      | Bulletins enregistrés                       | 4 449 800 |             |  |  |
| Bulletins blancs ou nuls | Bulletins blancs ou nuls   | Bulletins blancs ou nuls                    | 127 901   | 2,87 %      |  |  |
| Suffrages exprimés       | Suffrages exprimés         | Suffrages exprimés                          | 4 321 899 | 97,13 %     |  |  |
|                          |                            |                                             |           |             |  |  |
|                          | Candidat                   | Parti                                       | Suffrages | Pourcentage |  |  |
|                          | Jorge Sampaio              | Parti socialiste                            | 2 401 015 | 55,55 %     |  |  |
|                          | Joaquim Ferreira do Amaral | Parti social-démocrate                      | 1 498 948 | 34,68 %     |  |  |
|                          | António Abreu              | Parti communiste portugais                  | 223 196   | 5,16 %      |  |  |
|                          | Fernando Rosas             | Bloc de gauche                              | 129 840   | 3 %         |  |  |
|                          | Garcia Pereira             | Parti communiste des travailleurs portugais | 68 900    | 1,59 %      |  |  |

### Analyse
Pour la première fois sous la IIIe République, une élection présidentielle mobilise moins de la moitié des électeurs. Alors que la progression de l'abstention, observée lors des référendums de 1998 et des législatives de 1999, était un phénomène connu, le vainqueur désigné à l'avance et l'incapacité des autres candidats à rivaliser avec Jorge Sampaio a conduit nombre d'électeurs à bouder les urnes.
Perpétuant une forme de tradition politique, le président de la République obtient son second mandat dès le premier tour, à l'image de ses deux prédécesseurs. Par rapport à 1996, il perd plus de 20 % de ses voix, ce qui ne l'empêche absolument pas de devancer Joaquim Ferreira do Amaral, un ancien ministre de Cavaco Silva, de 900 000 suffrages. Avec un peu moins de 1 500 000 voix sur son nom, ce dernier réalise par ailleurs le plus mauvais résultat d'un candidat ayant l'investiture du PPD/PSD. Il ne parvient même pas à profiter de la présence de trois autres candidatures de gauche, qui ensemble ne cumulent même pas 10 % des suffrages exprimés.
La domination du candidat socialiste est très forte, puisqu'il devance son principal concurrent jusque dans des bastions libéraux, dans le nord et les terres intérieures du pays. Le chef de l'État domine largement en l'emportant dans toutes les municipalités de la moitié sud du territoire métropolitain portugais, ainsi qu'aux Açores et dans la moitié des villes de Madère, pourtant fief du PPD/PSD. Il ne souffre ainsi nullement de la multiplication des candidats de gauche, lui qui était seul représentant de son camp en 1996.